# Ernst Ferdinand Oehme

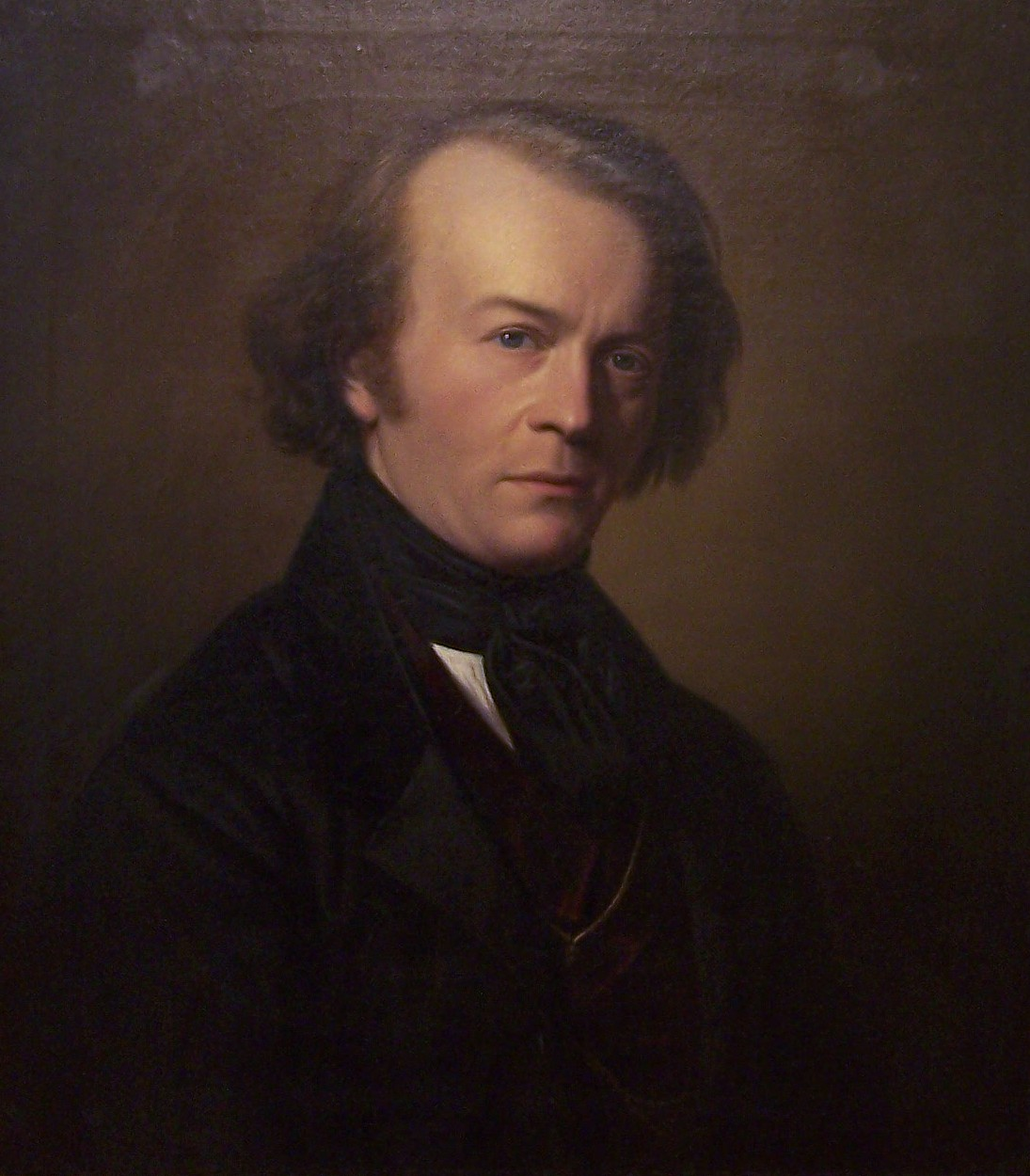
Bildnis des Malers Ernst Ferdinand Oehme, Gemälde von Johann Karl Ulrich Bähr (Kügelgenhaus – Museum der Dresdner Romantik, Dresden)

Ernst Ferdinand Oehme (* 23. April 1797 in Dresden; † 10. April 1855 ebenda) war ein der deutschen Romantik zuzurechnender Maler.

## Leben

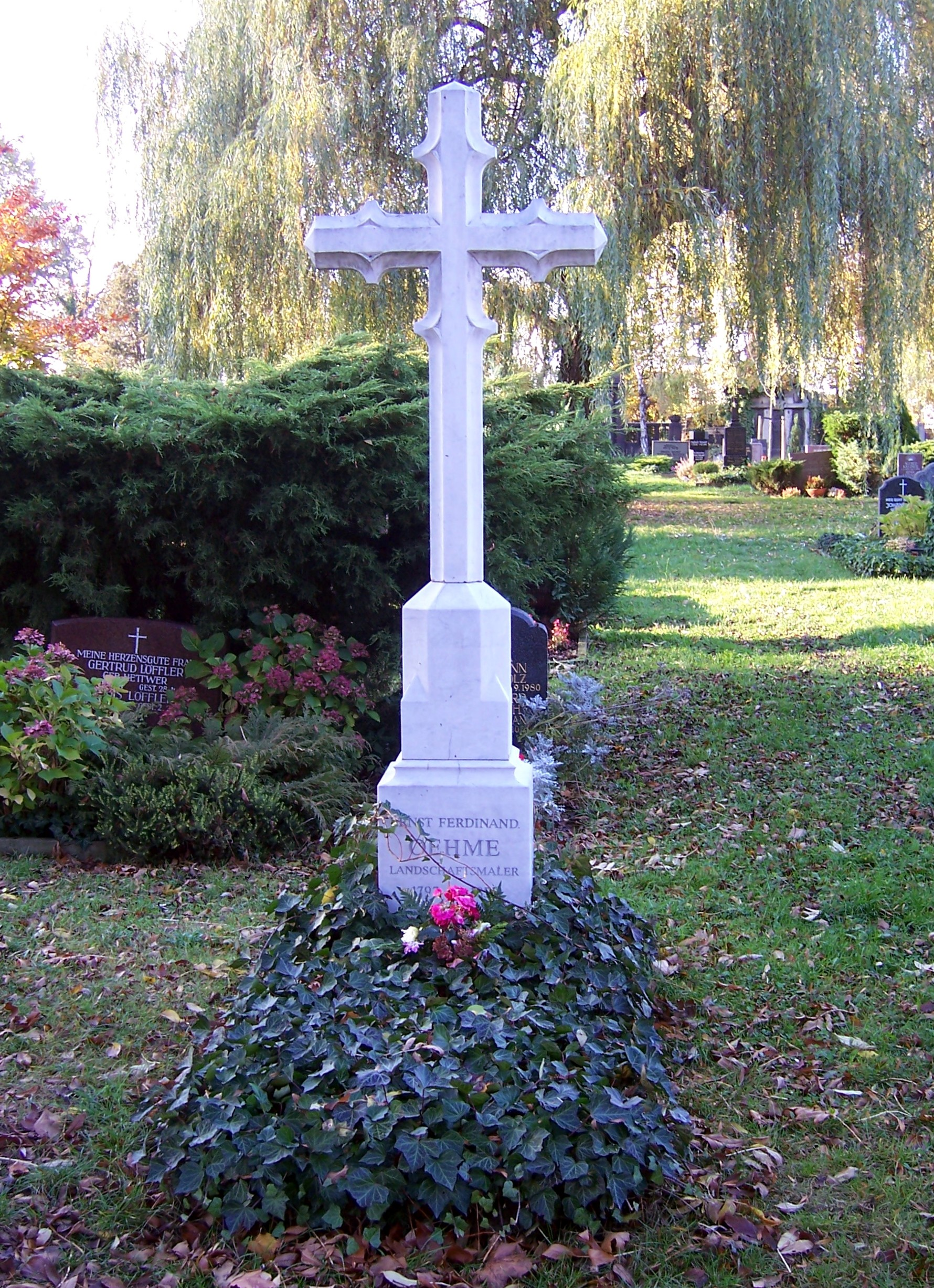
Das Grab von Ernst Ferdinand Oehme auf dem Alten Annenfriedhof in Dresden.

Ernst Ferdinand Oehme wurde nach autodidaktischen Anfängen 1819 an der Dresdner Kunstakademie aufgenommen und noch im selben Jahr Schüler des norwegischen Malers Johan Christian Clausen Dahl, der sich nach seiner Kopenhagener Studienzeit in Dresden niedergelassen hatte. Dahl wiederum machte Oehme mit seinem Freund Caspar David Friedrich bekannt. Zusammen mit dessen Schüler Johann August Heinrich widmete sich Oehme dem Studium und Erleben der Natur in der Umgebung von Dresden, insbesondere der Sächsischen Schweiz. Ein Ergebnis dieser Studien sollte das Werk Waldinneres (1822) werden.
Bei der Akademie-Ausstellung 1821 überraschte Oehme mit dem Gemälde Dom im Winter. Das Werk stellt Mönche dar, die sich durch den Schnee der Winternacht in eine Kirche in gotischem Stil begeben – hin zu einem von Kerzen erleuchteten Hochaltar. Der Einfluss Friedrichs ist spürbar in dieser Thematik (vgl. dessen Abtei im Eichwald, 1809/1810).
Von 1822 bis 1825 hielt Oehme sich als Stipendiat in Rom auf, wo er eine enge Freundschaft mit Carl Gottlieb Peschel und Ludwig Richter (den er schon von Dresden her gekannt hatte) schloss. Sein mehr der Stimmung verpflichteter Malstil wurde indes von den Nazarenern wie Schnorr von Carolsfeld eher kritisch beurteilt, im Gegensatz zum Stil Richters.
Oehme, Richter und Peschel kehrten im Jahre 1826 kurz nacheinander nach Dresden zurück und blieben lebenslang miteinander verbunden. im Jahr 1827 heiratete Oehme seine Jugendliebe Emma, die als Waisenkind aufgewachsen war. Nachdem Richter wenig später ebenfalls geheiratet hatte, ging die Freundschaft der Männer auch auf die Ehefrauen und die sich bei beiden Paaren einstellenden Kinder über. Richters erste Tochter, Marie, wurde Oehmes Patenkind. Seit 1836 bewohnten die beiden Familien ein gemeinsames Haus in Dresden.
In künstlerischer Hinsicht löste sich Oehme seit den 1830er Jahren von Friedrichs Vorbild und widmete sich einer Landschaftsschilderung, die realistischer und weniger symbolikbeladen war.
Ernst Ferdinand Oehme starb 1855 in Dresden, sein Grab befindet sich auf dem Alten Annenfriedhof in der Dresdner Südvorstadt. Sein Sohn Erwin wurde ebenfalls Maler.

## Werke
Folgende Werke befinden sich in der Galerie Neue Meister der Staatlichen Kunstsammlungen Dresden:
- Dom im Winter, 1821
- Waldinneres, 1822
- Prozession im Nebel, 1828  (eng an Friedrich anknüpfend in der Darstellung von einer Nebellandschaft mit einem Zug von Mönchen, die im Nebel verschwindend einem Kreuz folgen)
- Schloss Colditz, 1828 (ein Werk in einer kleinen Reihe von Ansichten Sächsischer Burgen, gemalt in den Jahren 1827–30)
- Blick von St. Afra zum Meissner Dom, um 1828/29
- Mondnacht am Golf von Salerno, 1827
- Villa d'Este in Tivoli, 1833
- Kapelle am See, 1837
- Blick auf die Sächsische Schweiz, 1840 (Kupferstich-Kabinett)
- Bergkapelle im Winter, 1850 (Kupferstich-Kabinett)

Folgende Werke befinden sich im Museum der bildenden Künste Leipzig:
- Stolpen – Gesamtansicht, etwa 1840
- Gebirgige Landschaft mit Baumgruppe und Kapelle (im Hintergrund der Bořeň, ein Berg in Böhmen), 1842
- Landschaft mit schlafendem Mädchen, 1853

In der Alten Nationalgalerie Berlin befindet sich:
- Burg Scharfenberg bei Nacht, 1827

Im Schlossmuseum Gotha befindet sich:
- Die Greifensteine im Sächsischen Erzgebirge, 1840

## Illustrationen (Auswahl)
- In:  ABC-Buch für kleine und große Kinder / gezeichnet von Dresdner Künstlern. Mit Erzählungen und Liedern von R. Reinick und Singweisen von Ferdinand Hiller. Wigand, Leipzig 1845 (digitalisierte Ausgabe der Universitäts- und Landesbibliothek Düsseldorf).

## Bildergalerie

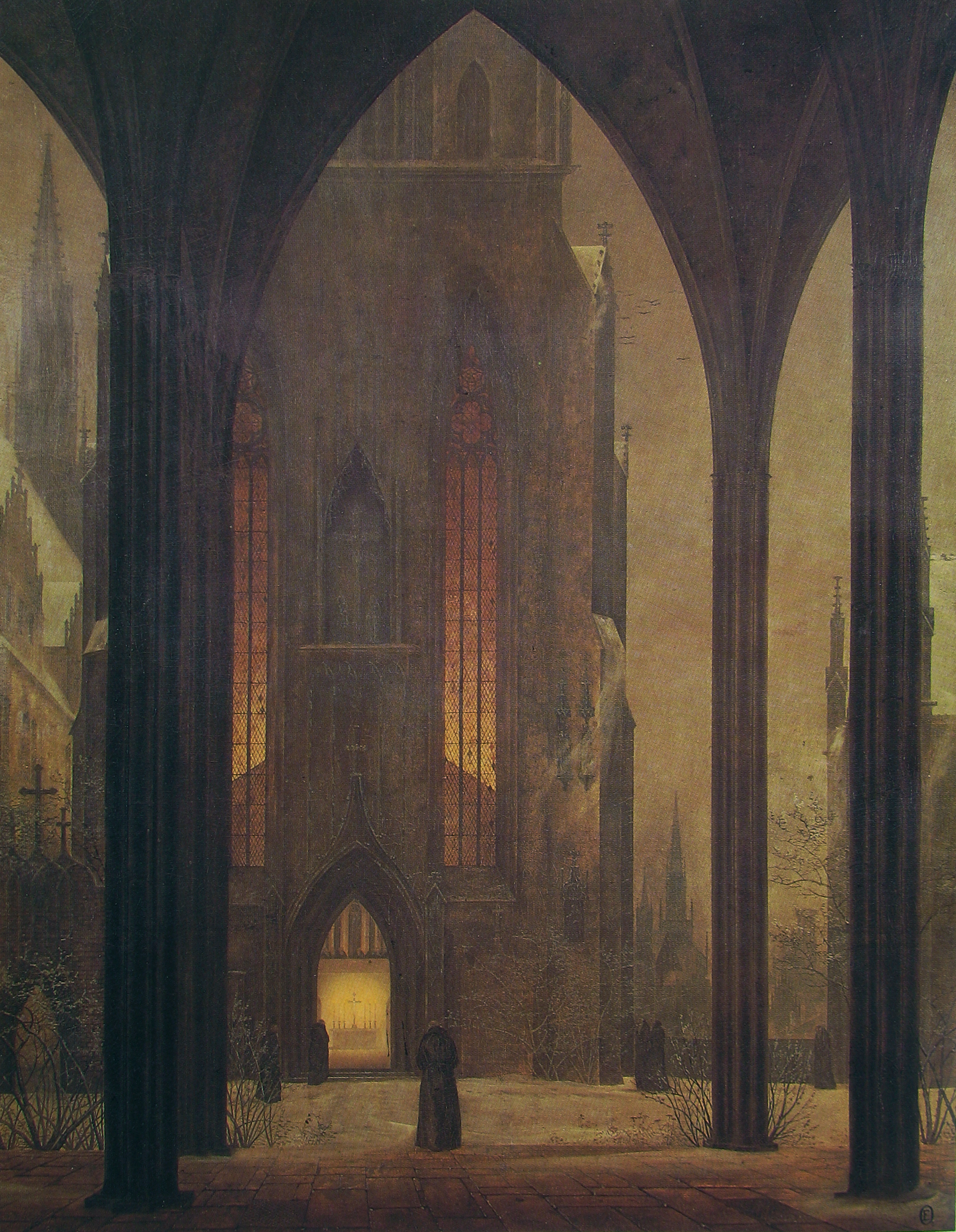
Dom im Winter, 1821 (Galerie Neue Meister, Dresden)
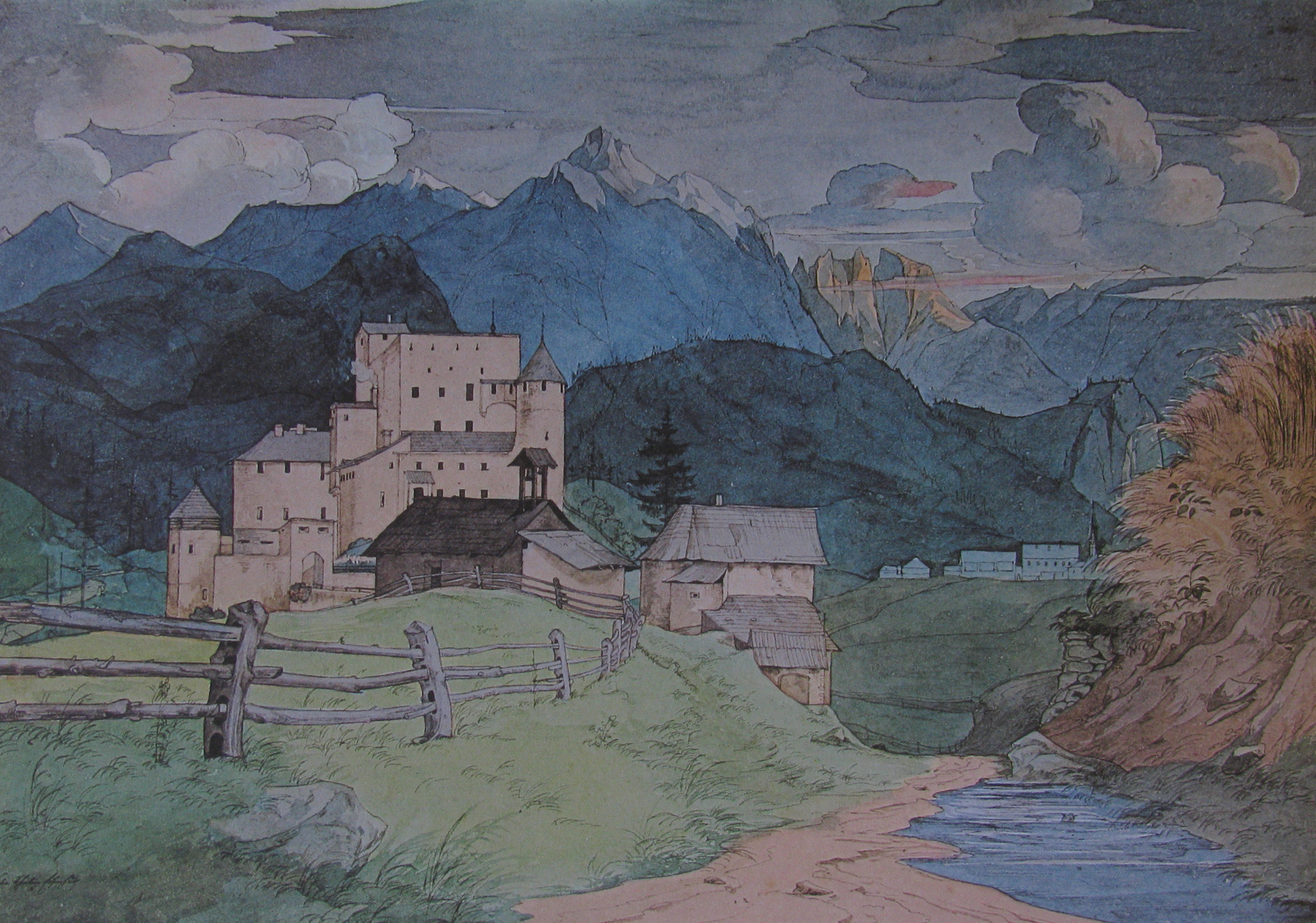
Schloss Naudersberg in Tirol, Aquarell, Bleistift und Feder, 1825 (Wallraf-Richartz-Museum, Köln)
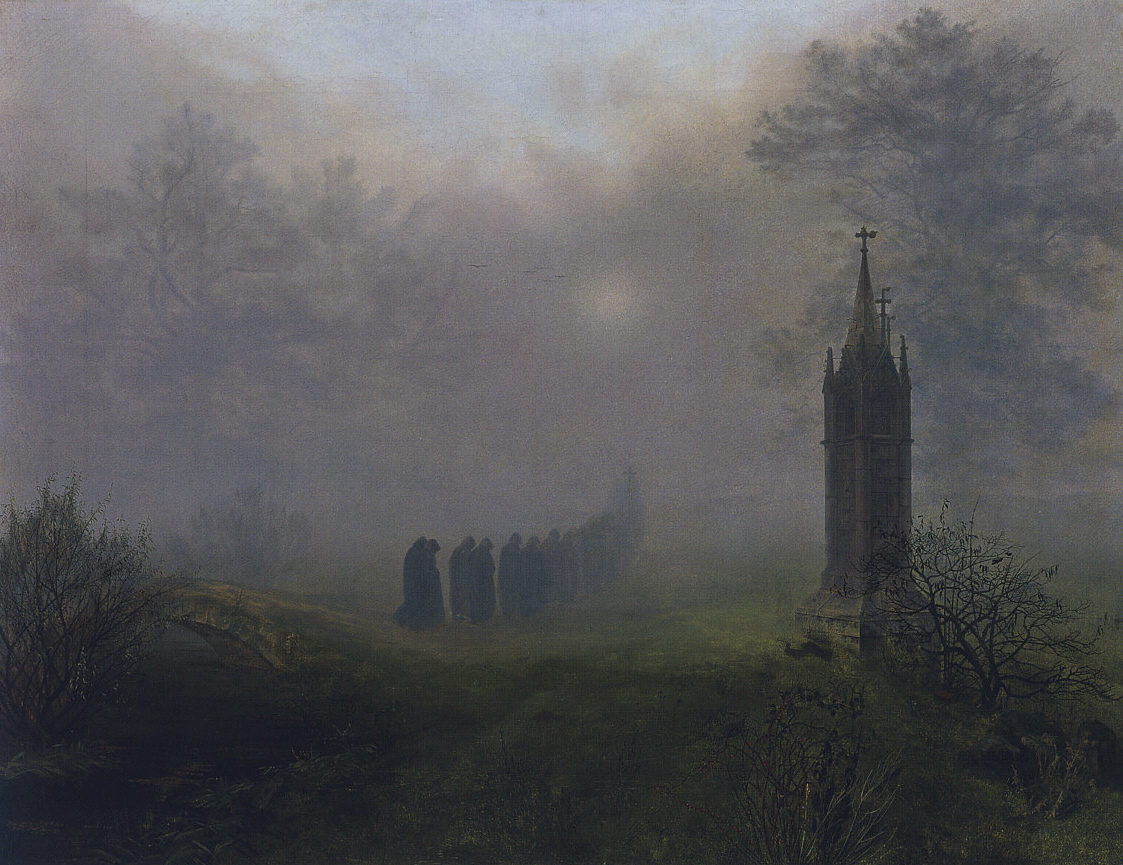
Prozession im Nebel, 1828 (Galerie Neue Meister, Dresden)
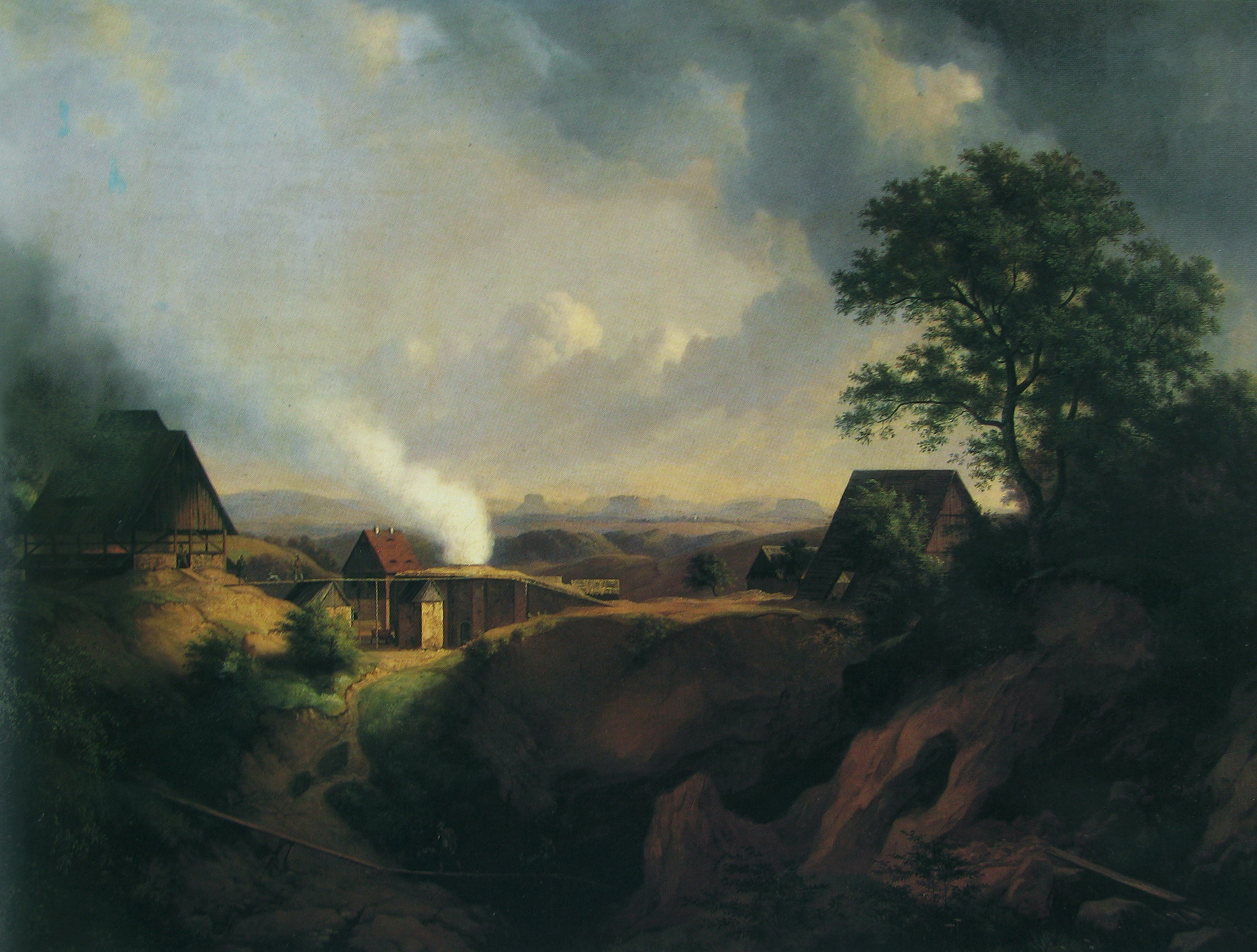
Landschaft bei Maxen mit Blick auf das Elbsandsteingebirge, 1838 (Kunstsammlungen Chemnitz)
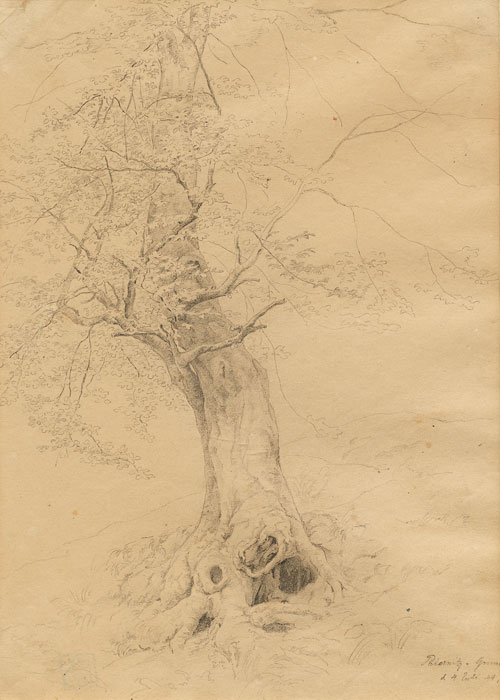
Baumstudie aus dem Priesnitz-Grund bei Dresden, Bleistiftzeichnung, 1844